# Ali ibn Muhammad al-Madáini
Abu l-Haszan Ali ibn Muhammad al-Madáini (arab betűkkel أبو الحسن علي بن محمد المدائني, tudományos átiratban Abū l-Ḥasan ʿAlī ibn Muḥammad al-Madāʾinī; 752 – Bagdad, 843?) középkori muszlim író volt, aki elsősorban történeti munkákat írt, de számos más tárgykörben is alkotott.

## Élete
Al-Madáini életéről nagyon keveset tudunk. Születésének évét saját közlése alapján tudjuk biztosan, emellett ismert, hogy a Mohamed próféta egyik társától származó Szamura ibn Habíb kliense (maula) volt. Élete során biztosan tartózkodott Baszra, al-Madáin és Bagdad városában, és nagy valószínűséggel Kúfában is. Egyik tanítómestere egy bagdadi mutazilita tudós volt, majd barátságot kötött Iszhák ibn Ibráhím al-Mauszilivel, a híres zenésszel és zenetudóssal, aki pártfogása alá vette. A híradások szerint utóbbi házában érte a halál több mint kilencvenéves korában, ám ennek dátumát illetően számos különböző közlés maradt fenn 830-tól 843-ig bezárólag. Művei és más bizonyítékok alapján utóbbi dátum látszik a legvalószínűbbnek.

## Munkássága
Rendkívül termékeny szerző volt, a középkori bibliográfusok több mint 200 munkájának címét őrizték meg. Jelentős részüket különféle történeti témákban írta, Mohamed próféta életének és tevékenységének különböző aspektusaitól kezdve egészen al-Mutaszim kalifa (833–842) uralkodásáig. Különféle életrajzgyűjteményeket is készített, pl. híres költőkről, árulókról és bolondokról. Genealógiai, földrajztudományi, állattani tárgyú műveiről is tudunk, utóbbi tárgykörön belül külön könyvet szentelt a lónak. Az adab területén belüli alkotásait a féltékenységről és a vigasztalásról szóló történetgyűjteményei képviselik. Mára csupán egy műve maradt fenn teljes egészében, a Kitáb al-murdifát min Kurajs és „A vigasztalás könyve” (Kitáb at-taázi), amelyben híres emberek vigasztalásait és vigasztalódásait mutatja be szeretteik halálát követően. Emellett számos művét idézték későbbi szerzők, legfontosabb felhasználói közül Baládzuri és at-Tabari emelhető ki.